# أسباب فقدان السمع
ينطوي فقدان السمع على أسباب متعددة، كالشيخوخة، والوراثة، ومشاكل ما حول الولادة، والأسباب المكتسبة كالضوضاء والمرض. بالنسبة لبعض أنواع فقدان السمع، يمكن تصنيف السبب على أنه مجهول السبب.

## العمر
يوجد فقدان تدريجي للقدرة على سماع الترددات العالية مع التقدم في السن والمعروف باسم الصمم الشيخوخي. بالنسبة للرجال، يمكن أن يبدأ مبكرًا عند سن 25 عامًا والنساء في سن 30. رغم أنه متغير وراثيًا، إلا أنه نتيجة طبيعية للشيخوخة ويختلف عن فقدان السمع الناجم عن التعرض للضوضاء أو السموم أو العوامل الممرضة. تشمل الحالات الشائعة التي يمكن أن تزيد من خطر الإصابة بفقدان السمع لدى كبار السن ارتفاع ضغط الدم والسكري أو استخدام بعض الأدوية الضارة بالأذن. رغم أن الجميع يفقدون السمع مع تقدم العمر، يختلف مقدار ونوع فقدان السمع من شخص لآخر.

## الوراثة
يمكن أن يكون فقدان السمع وراثيًا. نحو 75-80% من كل هذه الحالات موروثة بواسطة جينات متنحية، 20-25% موروثة بواسطة جينات سائدة، 1-2% مرتبطة بالصبغي X، وأقل من 1% موروثة عن طريق الوراثة الميتوكوندرية.
عند النظر إلى وراثية الصمم، ثمة نوعان مختلفان، متلازمي وغير متلازمي. يحدث الصمم المتلازمي عند وجود علامات أو مشاكل طبية أخرى بخلاف الصمم لدى الفرد. يمثل هذا النوع نحو 30% من الأفراد الصم من الناحية الوراثية. يحدث الصمم غير المتلازمي عندما لا توجد علامات أو مشاكل طبية أخرى مرتبطة بالفرد بخلاف الصمم. من وجهة نظر وراثية، يمثل هذا النوع 70% من الحالات الأخرى، ويمثل غالبية حالات فقدان السمع الوراثي. تحدث الحالات المتلازمية في سياق اضطرابات مثل متلازمة أشر، ومتلازمة ستكلر، ومتلازمة واردينبيرغ، ومتلازمة ألبورت، والورم العصبي الليفي من النوع الثاني. حُددت العديد من الطفرات الجينية التي تؤدي إلى الصمم المتلازمي. في الحالات غير المتلازمية، حيث يكون الصمم هو الموجودة الوحيدة، يكون من الصعب تحديد الطفرة الجينية رغم النجاح باكتشاف بعضها.
حدد التخريط الجيني المواقع الجينية للعديد من أشكال الصمم غير المتلازمي السائدة (DFNA#) والمتنحية (DFNB#). يتضمن أول جين محدد للصمم غير المتلازمي، DFNA1، طفرة في موقع توصيل في جين (DIAPH1). حُدد تغير أساسي واحد في عائلة كبيرة في كوستاريكا على أنه المسبب لشكل نادر منخفض التواتر لفقدان السمع التدريجي مع وراثة جسمية سائدة ويبدي عمرًا متغيرًا للبدء والنفوذية التامة في سن 30. النوع الأكثر شيوعًا من فقدان السمع الخلقي في البلدان المتقدمة هو DFNB1، المعروف أيضًا باسم صمم كونيكسين 26 أو الصمم المرتبط بـ GJB2.
أكثر الأشكال المتلازمية السائدة شيوعًا لفقدان السمع تشمل متلازمة ستكلر ومتلازمة واردينبيرغ.
أكثر الأشكال المتلازمية المتنحية شيوعا لفقدان السمع هي متلازمة بيندريد ومتلازمة أشر.
يمكن أن يترافق العيب الخلقي المتمثل بصغر صيوان الأذن، الأذن الخارجية المشوهة أو غير المتشكلة، مع صمم توصيلي جزئي أو كامل، اعتمادًا على شدة التشوه وما إذا كانت الأذن الوسطى مصابة أيضًا. يمكن أن يترافق أيضًا مع تشوهات الأذن الداخلية ما يؤدي إلى بروز مكون حسي عصبي إضافي لفقدان السمع (الصمم المختلط).
حُددت عشرات الجينات الإضافية للصمم غير المتلازمي.

## مشاكل ما حول الولادة
أُبلغ أن متلازمة الجنين الكحولي تسبب فقدان السمع لما يصل إلى 64% من الأطفال المولودين لأمهات مدمنات على الكحول، كنتيجة للتأثير السام للأذن على الجنين النامي بالإضافة إلى سوء التغذية أثناء الحمل نتيجة تناول الكحول الزائد.
يمكن أن ترتبط الولادة المبكرة بفقدان السمع الحسي العصبي نتيجة زيادة خطر الإصابة بنقص الأكسجة وفرط بيليروبين الدم والأدوية السامة للأذن والعدوى بالإضافة إلى التعرض للضوضاء في وحدات حديثي الولادة. يكون خطر الإصابة بفقدان السمع أكبر بالنسبة لأولئك الذين يقل وزنهم عن 1500 جرام عند الولادة.